# Mannsmade
Die Mannsmade, auch Mannsmad oder Mannsmahd, war ein Flächenmaß im Freistaat der Drei Bünde im St. Galler Rheintal und in Württemberg. Es wurde in der übrigen Schweiz verbreitet Mannwerk genannt und zunehmend mit der Juchart gleichgesetzt. Typologisch verwandt ist der Begriff des Tagewerks oder Tagwans.
Das Maß bezeichnete eine Wiesenfläche, die so groß ist, dass ein Mann sie in einem Tag mähen kann, also etwa 20 Aren (2000 m²).
Zwei verschiedene Werte kennzeichneten das Maß.
Die alte Mannsmade
- 1 Mannsmade =  600 Quadratklafter

Die neue Mannsmade
- 1 Mannsmade = 800 Quadratklafter[3]

In Stuttgart entsprach das Maß 1½ Morgen beziehungsweise 576 Quadratruten.
- 1 Mannsmade (Wiese) alt in Graubünden: 26,46 Ar[5]
- 1 Mannsmade (Wiese) neu in Graubünden: 35,28 Ar[6]